# Aldo Barrientos
Aldo Barrientos (16 de junio de 1980) es un deportista peruano que compitió en taekwondo. Ganó una medalla de oro en el Campeonato Panamericano de Taekwondo de 1998 en la categoría de –54 kg.

## Palmarés internacional
| Campeonato Panamericano | Campeonato Panamericano | Campeonato Panamericano | Campeonato Panamericano |
| Año                     | Lugar                   | Medalla                 | Categoría               |
| ----------------------- | ----------------------- | ----------------------- | ----------------------- |
| 1998                    | Lima (Perú)             | Medalla de oro          | –54 kg                  |